# Todi Jónsson
Todi Adam Jónsson (født 2. februar 1972 i Vejle) er en færøsk tidligere fodboldspiller og nuværende fodboldtræner. Har er fra sommeren 2022 træner for den danske danmarksserieklub Frederikssund IK.

## Professionel karriere som spiller
Jónsson startede sin karriere i 1991 hos KÍ Klaksvík på Færøerne. Her vandt han det færøske mesterskab i 1991, hvorefter han blev hentet til B36 Tórshavn.
I 1993 gik turen til Lyngby FC og den danske Superliga. Her spillede han 76 kampe og scorede 18 mål. I 1997 skiftede han til FC København. Tiden hos FCK var nok hans bedste, og han var meget vellidt og populær blandt tilhængerne, ikke mindst på grund af sin arbejdsindsats og altid opofrende spillestil. I sine 166 kampe for klubben scorede han 56 gange. Han vandt det danske mesterskab 3 gange og Landspokalturneringen 2 gange.
I 2005 skiftede Jónsson til IK Start i Kristiansand. Her har han spillet med blandet succes og har været med til at vinde en sølvmedalje da Start blev nummer to i Tippeligaen 2005/2006. 
Jónsson skiftede til Fremad Amager i 2007, hvor han samtidig blev et medlem af hovedbestyrelsen og en af hovedinvestorerne i klubben. Året efter i 2008 stiftede han FC Amager, som spillede i 1. division. Efter blot 8 måneders levetid begærede han i 2009 FC Amager konkurs.

## Landshold
Todi Jónsson har spillet 45 kampe og scoret 9 mål for Færøerne.

## Trænerkarriere
I januar 2022 blev Todi Jónsson introduceret som træner for det færøske fodboldshold NSÍ Runavík. Holdet endte i 2019 og 2020 som nr. 2 og 3 i den færøske første division, Betrideildin, men i 2021 endte de bagud i divisionen som nr. 4.
Den 4. juli 2022 skrev Todi en to-årig aftale med Frederikssund Idræts Klub. 